# NGC 7828
NGC 7828 este o interacțiune de galaxii situată în constelația Balena. A fost descoperită în 1886 de către Francis Leavenworth.